# Urban Rokicki
Urban Rokicki (ur. 1829, zm. w styczniu 1879 w Petersburgu) – polski duchowny katolicki, profesor i zwierzchnik Akademii Duchownej w Petersburgu.

## Życiorys
Pochodził z okolic Mińska. W Mińsku uczęszczał do gimnazjum, w 1846 podjął studia w Seminarium Duchownym w Wilnie. W 1848 biskup wileński Wacław Żyliński wysłał go na dalszą naukę w Cesarskiej Akademii Duchownej w Petersburgu; Rokicki ukończył studia w 1852 ze stopniem magistra teologii i w tym samym roku przyjął święcenia kapłańskie. Został profesorem historii Kościoła i łaciny w wileńskim Seminarium Duchownym, w czerwcu 1857 otrzymał nominację na kanonika koadiutora kapituły wileńskiej. W tym okresie przetłumaczył z francuskiego i wydał Przewodnik dla spowiedników J. Gaume'a (1860). Publikację dedykował kolejnemu biskupowi wileńskiemu Adamowi Stanisławowi Krasińskiemu, który mianował Rokickiego swoim kapelanem, członkiem konsystorza diecezjalnego oraz kaznodzieją katedralnym.
Po aresztowaniu i zesłaniu biskupa Krasińskiego (czerwiec 1863) Rokicki przeniósł się do archidiecezji mohylewskiej, gdzie był osobistym sekretarzem arcybiskupa Żylińskiego w Sankt Petersburgu. Pełnił także posługę kapelana w Cesarskim Instytucie Sierot w Gatczynie. W 1864 został mianowany inspektorem Akademii Duchownej w Sankt Petersburgu (po odsunięciu rektora Aleksandra Bereśniewicza); przeciwstawiał się polityce rusyfikacji akademii, prowadzonej przez nowego rektora Dominika Stacewicza. Wykładał homiletykę i patrologię, później historię Kościoła i prawo kanoniczne; w 1875 uzyskał stopień doktora teologii. Otrzymał godności w kapitule katedralnej mohylewskiej - kanonika (1865), scholastyka (1868), kantora (1877).
Po śmierci rektora Stacewicza (3 lipca 1876) ks. Rokicki przejął jego obowiązki w Akademii Duchownej, pozostając zwierzchnikiem uczelni do listopada 1878. Ostatnie miesiące życia spędził w Kolegium Duchownym w Petersburgu. Pozostawił w rękopisie kilka prac z historii Kościoła i prawa kanonicznego, a także Apokalipsę białym wierszem. W 1862 wydał "Skarbczyk chronologiczny historyi polskiej" Został odznaczony m.in. Orderem Św. Stanisława i Orderem Św. Anny.

## Źródła
- Bolesław Kumor, Urban Rokicki [w:] Polski Słownik Biograficzny, tom XXXI wyd. 1989